# Čoja
Čoja in russo Чоя? è una selo della Repubblica Autonoma dell'Altaj, in Russia, capoluogo del Čojskij rajon.